# الوینتون
الوینتون (به انگلیسی: Alwinton) یک روستا و محله مدنی در بریتانیا است که در نورث‌آمبرلند واقع شده‌است. الوینتون ۷۱ نفر جمعیت دارد.